# 取り直し
取り直し（とりなおし）は、大相撲で行われる取組の再試合のことである。このシステムは大阪相撲において1925年（大正14年）6月場所に導入され、好評であったことから同年11月の東西連盟相撲を経て、東京相撲でも1926年（大正15年）1月場所から採用された。それ以前は、「引分」か「預」か「無勝負」となっていた。また、状況に応じて「痛み分け」も適用されていた。

## 物言いの取り直し
現行制度においては、行司が軍配を挙げた後の物言いの協議において同体（同時に土俵を割る・同時に手や胴体が着地した）と判定された場合、ただちに再試合を行う。同体となった取組で負傷するなどし、両方の力士が続行不可能なときは痛み分け、一方の力士が続行不可能となったときは、同様に痛み分けか、他方の力士の不戦勝となる。近年では十両の取組で、2005年5月場所7日目、琴春日－五城楼で五城楼が負傷し、取り直しを取れなくなったため琴春日の不戦勝となった。
取り直しの一番が再びもつれ、同体となった場合はどちらかの勝利が決まるまで何度でも取り直しとなる。1988年5月場所初日の前頭7枚目霧島－同8枚目水戸泉との対戦で、3回取り直しとなったことがある（4回目の勝負で水戸泉が勝利した）。
取り直しになった場合は行司が「ただいまの勝負、取り直しにござりまする～」と呼び上げる。呼出の呼び上げは行なわない。

## 水入り後の取り直し
水入りの大相撲になった際、それでも決着がつかないときに審判委員の協議の上二番後取り直しとなることがある。その取組の後に二番しか残っていないときは一番後取り直しとなる。結び前や結びの一番が取り直しとなった場合は、十分後取り直しとする規定がある（結びの一番で起こった前例はない）。
- 大関旭國－前頭4枚目魁傑（1978年3月場所7日目、結び前の一番）
- 大関武双山－小結琴光喜（2001年5月場所6日目）

このとき、取り直しのあとも水が入り、勝負がつかないときには引分となる。
1974年9月場所11日目、前頭6枚目二子岳－同10枚目三重ノ海戦で水入りの上、二番後取り直しとなったが、決着がつかず引き分けとなった。この一番以降、50年以上引分は出ていない。
1939年1月場所11日目、前頭筆頭磐石－大関鏡岩の対戦は、二番後取り直しになったが、双方が棄権を申し出たために、双方不戦敗の扱いとなった。
幕下以下では取組が長引いた場合、水を入れず即座に二番後取り直しとなる。二番後取り直しで決着が着かない場合には審判委員の協議の上引分とするか再度二番後取り直しを行うか決める。
呼出が掲示する幕には、以上に関するものとして「二番後取直し」、「一番後取直し」、「先程の取直し」の幕があり、「十分後取り直し」の幕はない。呼出は以上の条件で「二番後取直し」、「一番後取直し」となった際にこれらの幕を掲示し、これらの状況となった相撲が再戦するときの取組前に「先程の取直し」の幕を掲示する。
アマチュアの場合には競技開始後5分（女子・小中学生は3分）を経過して決着が着かない場合には競技を中止し直ちに取り直しとする。（日本相撲連盟審判規定17条）

## 現制度以前
現在の取り直しはその日のうちに行われ、それ以前の記録は残らないが、それ以前は星取表に引分または預りの記録をつけたあとで、その場所の別の日に再び対戦させたこともあった。その記憶があったため、1931年5月場所では8日目に大関能代潟と関脇天竜の対戦が水入り後の取り直しでも決着がつかなかったとき、10日目にそれぞれの取組とは別に再戦して結果的に天竜が勝ち、星取表には引分をつけずに8日目の天竜の勝ちとして成績をつけたことがあった。また、1943年5月場所13日目で前頭10枚目青葉山と同17枚目龍王山とが引分になったときも、〈敢闘精神不足〉という理由でいったんは出場停止になったあと、停止がとけた日に再戦させたことがある。このときは、どちらの取組も正規のものとして、星取表に掲載された。

## 同体や水入り以外による取り直し
- 2012年5月場所6日目、三段目の龍勢旺－大翔虎戦で、行司木村隆之助が軍配を勝負の決まる前に挙げてしまったため取り直しとなった[1]。
- 2012年7月場所7日目、十両の北磻磨－旭日松戦で、立合い両者の手つきが不十分のため、鏡山審判部長（元関脇多賀竜）が「立合い不成立」を宣言。しかし、これが聞こえなかったのか行司木村堅治郎が気づかず、そのまま取組を続行。旭日松が北磻磨を押し出しに破ったが、取り直しとなった。取り直しの一番は逆に北磻磨が旭日松を突き落としに破った[2][3]。
- 2012年11月場所9日目、幕内の日馬富士－豪栄道戦で、豪栄道が西側の白房下に日馬富士を寄って両爪先で俵を伝った際に、東側の赤房下にいた審判委員の湊川（元小結大徹）が手を上げて、「勝負あり」を示して取り組みを止めさせた。その後協議となったが、実際には日馬富士の足は俵の外には出ておらず（実際取組中のすぐ目前で見ていた大鳴戸（元大関出島）は「土俵内の砂が飛んで来た」と説明している）、審判部長の鏡山（元関脇多賀竜）は「向正面の審判（湊川）が日馬富士の足が出たと勘違いし手を挙げてしまいました。従って、もう一度やり直しという形でやらせていただきます」と場内へ説明。取り直しの場合と同様に再試合となったが、行司が軍配を上げないまま協議に入ったため、記録上「取り直し」とは扱わず、取り組みは「やり直し」となった。やり直しの一番は日馬富士が豪栄道を寄り切りで破った[4]。この一件以降、微妙な判定が発生した場合はすぐに取組を止めずに行司が軍配をどちらかに上げてから協議することになったため、この様な事態は発生していない[5]。
- ところが2025年1月場所6日目、幕内の琴櫻－熱海富士戦で、熱海富士が南側の赤房下に琴櫻を寄り切りに行った際に、同じ側にいた審判委員の朝日山（元関脇琴錦）が琴櫻の足が出たと誤認して手を上げてしまう。協議の結果手を上げた時点では琴櫻の足は俵に残っていたため取り直しとなった。取り直しの一番は熱海富士が琴櫻を極め出しで破っている。